# Primorsk (oblast Kaliningrad)
Primorsk (tot 1946 bekend onder de Duitse naam Fischhausen) is een stad in Rusland, oblast Kaliningrad. In 2004 had Primorsk 2100 inwoners, en is een stad van het kleinste nederzettingstype (gorod) in Rusland
Primorsk werd door de Sovjets veroverd in een gevecht van 21 tot 24 april 1945, en werd daarbij bijna compleet verwoest.
Primorsk is een van de oudste nederzettingen in zijn regio. Uit de Duitse tijd resteren onder andere het station, een brug en de ruïne van de kerk. In 1996 werd er een Duitse oorlogsbegraafplaats ingewijd.

## Geboren in Fischhausen
- Dietrich von Saucken (1892-1980), generaal

Bestuurlijk centrum: Kaliningrad

Bagrationovsk · Baltiejsk · Goerjevsk · Goesev · Gvardejsk · Krasnoznamensk · Ladoesjkin · Lozovoje · Mamonovo · Neman · Nesterov · Ozjorsk · Pionerski · Polessk · Pravdinsk · Slavsk · Sovjetsk · Svetlogorsk · Svetly · Tsjernjachovsk · Vesjoloje · Zelenogradsk